# اريك ماكنزي (دراج)
اريك ماكنزي (بالإنجليزية: Eric McKenzie) هو دراج نيوزيلندي، ولد في 28 أغسطس 1958 في Kawerau ‏ في نيوزيلندا.

## وصلات خارجية
- اريك ماكنزي على موقع أرشيف الدراجات (الإنجليزية)
- اريك ماكنزي على موقع إحصائيات الدراجات الإحترافية (الإنجليزية)